# Imigranci (film)
Imigranci (Dheepan) – francuski dramat filmowy z 2015 roku w reżyserii Jacques’a Audiarda. Film zdobył Złotą Palmę na 68. MFF w Cannes.

## Fabuła
Troje uciekinierów ze Sri Lanki dostaje się do Paryża. Główny bohater Dheepan walczył do niedawna jako bojownik organizacji Liberation Tigers of Tamil Eelam i stracił w czasie wojny domowej żonę i dziecko. Z obcą kobietą i jej dzieckiem wyjeżdżają do Europy udając rodzinę. Tam są świadkami porachunków przestępczych w środowisku narkotykowym. Dheepan i jego towarzyszka stopniowo się do siebie zbliżają. Pod koniec Dheepan szaleńczo broni swoje rodziny.

## Obsada
- Antonythasan Jesuthasan
- Kalieaswari Srinivasan
- Claudine Vinasithamby
- Vincent Rottiers
- Marc Zinga

## Nagrody
- Złota Palma 2015